# 蝕刻

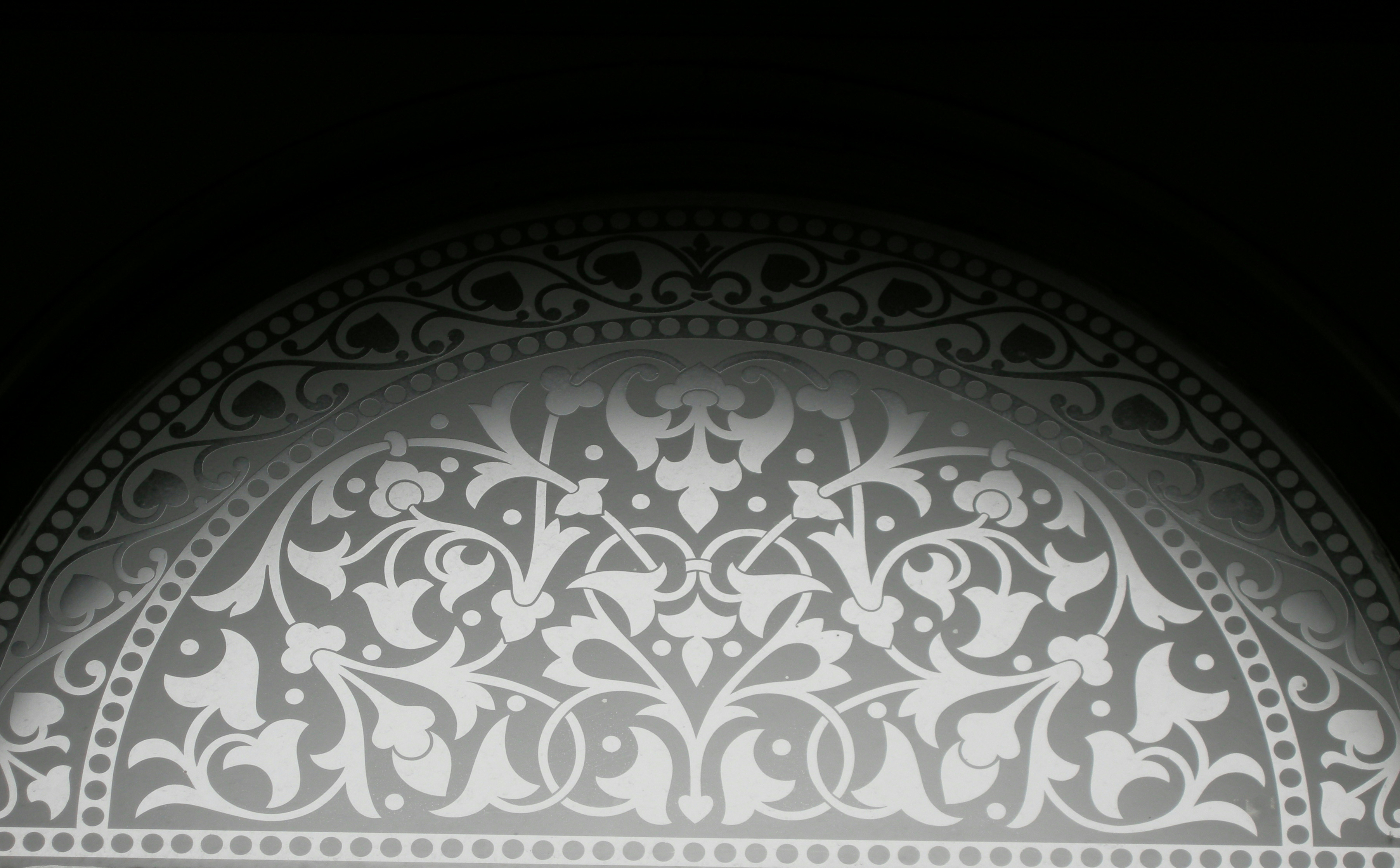
班克菲尔德博物馆的186个蚀刻玻璃

蝕刻是指以酸性、腐蝕性或有研磨效用的物質在玻璃表面上創作的技術。傳統上，這段過程是在玻璃吹製好或鑄好之後進行的。
1920年代，人們發明一種新的模刻技術，即將圖案直接刻在鑄模上。所以當鑄模好了之後，圖案就已經在玻璃的表面上了。這項技術降低了製作成本，且結合彩色玻璃的廣泛運用導致了1930年代便宜花瓶的出現，這些花瓶後來被稱之為「Depression glass」。因為用在此過程中的酸劑很危險，現在大多是使用研磨的方法。

## 半導體蝕刻
到了近代，現在的蝕刻應用在半導體的製程上，透過黃光製程來定義出想要的圖形，利用蝕刻來得到。
半導體的蝕刻可分為乾式蝕刻與溼式蝕刻：
- 乾式蝕刻：透過電漿的解離，形成離子與物質表面進行化學反應或是物理轟擊，屬於非等向性的蝕刻。
- 濕式蝕刻：利用化學的液體與物質進行化學反應。屬於等向性的蝕刻。常用的蝕刻方式有：
  - 浸入式：将板浸入蝕刻液中，用排笔轻轻刷扫。
  - 泡沫式：用压缩空气将蝕刻液吹成泡沫，对板进行腐蚀。
  - 泼溅式：用离心力将蝕刻液泼溅到覆铜板上。
  - 喷淋式：用蚀刻机的塑料泵将蝕刻液氯化铁压送到喷头，呈雾状微粒高速喷淋到由传送带运送的覆铜板上，进行连续蚀刻。[1]